# Straight Outta Lynwood
Straight Outta Lynwood (Direto de Lynwood) é o décimo segundo álbum do músico norte-americano "Weird Al" Yankovic, lançado em 2006 pela gravadora Volcano Records.
O álbum veio no formato dual disc, com um DVD incluindo o álbum mixado em áudio 5.1, versões instrumentais de todas as canções (com letras opcionais para karaoquê), um documentário de nove minutos, seis videoclipes animados e um encarte de 24 páginas.
Straight Outta Lynwood é o álbum mais bem-sucedido de "Weird Al", sendo o seu primeiro álbum a entrarno top 10 da Billboard, assim como "White & Nerdy", seu single mais bem-sucedido. Tanto o álbum como o single foram certificados como Ouro pela RIAA, sendo que o single foi mais tarde promovido a platina. "Canadian Idiot" também figurou nas paradas. Mais detalhes na seção de paradas.
O título é uma referência a Straight Outta Compton, álbum do grupo de rap N.W.A, sendo Lynwood a cidade-natal de "Weird Al".
Originalmente, o álbum seria lançado em 27 de julho de 2006, mas houve um atraso devido a problemas com uma das paródias: "You're Pitiful", paródia do hit de James Blunt "You're Beaufiful", foi gravada mas removida da lista de faixas final a pedidos da gravadora de Blunt, Atlantic Records. A paródia foi então lançada como um download gratuito em junho de 2006.
"Weird Al" também quis gravar uma paródia de "Bad Day" de Daniel Powter, mas o cantor recusou, inicialmente. Depois, ele mudou de ideia, mas já era tarde demais, segundo "Weird Al".
As versões australianas, neo-zelandesas e canadenses do álbum não vieram em dual disc, mas sim em um par formado por um CD e um DVD com os videoclipes e o Making Of.

## Faixas
| Faixa | Nome                                               | Duração | Paródia de                                                                                         | Descrição |
| ----- | -------------------------------------------------- | ------- | -------------------------------------------------------------------------------------------------- | --- |
| 1     | "White & Nerdy" (Branco & Nerd)                    | 2:50    | "Ridin'" por Chamillionaire com Krayzie Bone                                                       | Descreve a vida de um nerd branco que quer andar por aí com os gangstas. |
| 2     | "Pancreas" (Pâncreas)                              | 3:48    | Brian Wilson                                                                                       | A canção trata das funções biológicas do pâncreas. |
| 3     | "Canadian Idiot" (Idiota Canadense)                | 2:23    | "American Idiot" por Green Day                                                                     | Uma sátira do nacionalismo americano e da visão estereotipada que os americanos têm do Canadá. |
| 4     | "I'll Sue Ya" (Vou Te Processar)                   | 3:51    | Rage Against the Machine                                                                           | Nessa canção, o narrador ameaça processar uma série de companhias pelos mais variados motivos, geralmente por danos causados pela imprudência do próprio narrador. |
| 5     | "Polkarama!"                                       | 4:17    | Medley em ritmo polca.                                                                             | Inclui trechos das seguintes canções: - "Chicken Dance" por Werner Thomas - "Let's Get It Started" por Black Eyed Peas - "Take Me Out" por Franz Ferdinand - "Beverly Hills" por Weezer - "The Nina Bobina Polka" por "Weird Al" Yankovic - "Speed of Sound" por Coldplay - "Float On" por Modest Mouse - "Feel Good Inc." por Gorillaz com De La Soul - "Don't Cha" por Pussycat Dolls com Busta Rhymes - "Somebody Told Me" por The Killers - "Slither" por Velvet Revolver - "Candy Shop" por 50 Cent com Olivia - "Drop It Like It's Hot" por Snoop Dogg com Pharrell - "Pon de Replay" por Rihanna - "Gold Digger" por Kanye West com Jamie Foxx - "W.A.Y. Moby Polka" por "Weird Al" Yankovic |
| 6     | "Virus Alert" (Alerta de Vírus)                    | 3:46    | Sparks                                                                                             | Parodia os vários e-mails alertando internautas sobre vírus que não existem ou que são inofensivos. |
| 7     | "Confessions Part III" (Confissões Parte III)      | 3:52    | "Confessions Part II" por Usher                                                                    | Uma continuação das canções do álbum Confessions, com foco em confissões triviais, bobas, estranhas ou perturbadoras. |
| 8     | "Weasel Stomping Day" (Dia de Esmagar as Doninhas) | 1:34    | Música de filmes animados da década de 60.                                                         | Descreve um dia fictício em que as pessoas se juntam para esmagar doninhas. |
| 9     | "Close but No Cigar" (Perto, Mas Nem Tanto)        | 3:55    | Cake                                                                                               | A história de um homem que termina seus namoros pelas mais insignificantes razões. |
| 10    | "Do I Creep You Out" (Eu te Afasto?)               | 2:46    | "Do I Make You Proud" por Taylor Hicks                                                             | Uma canção na qual um homem faz de tudo para conquistar sua amada, como guardar um chiclete mascado por ela e gravar seu nome na sua perna em forma de cicatrizes. |
| 11    | "Trapped in the Drive-Thru"(Preso no Drive-Thru)   | 10:55   | "Trapped in the Closet" por R. Kelly                                                               | Uma história detalhada de um casal que sai de casa à noite para comprar comida no drive thru. De acordo com "Weird Al", foi a coisa mais banal que ele conseguiu pensar. Contém um trecho da canção "Black Dog", por Led Zeppelin. |
| 12    | "Don't Download This Song" (Não Baixe Essa Canção) | 3:52    | Paródia do estilo de canções de caridade, como "We Are the World" e "Do They Know It's Christmas?" | Sobre o mal de se baixar músicas ilegalmente pela internet. |

## Formação
- "Weird Al" Yankovic - sintetizador, acordeão, voz, vocais, palmas, efeitos sonoros
- Jim West - guitarra, bandolim, vocais, palmas, efeitos sonoros
- Steve Jay - baixo, banjo, efeitos sonoros, vocais, palmas
- Rubén Valtierra – piano, teclados
- Jon "Bermuda" Schwartz - bateria, percussão, vocais, palmas, efeitos sonoros

### Produção
- Engenharia de som: Tony Papa, Rafael Serrano
- Assistência de engenharia: Aaron Kaplan, Doug Sanderson, Antony Zeller, Brian Warwick
- Mixagem: Tony Papa
- Masterização: Bernie Grundman
- Arranjos: "Weird Al" Yankovic
- Programação da bateria: Jon "Bermuda" Schwartz

## Paradas

### Álbum
| Ano  | Parada              | Posição |
| ---- | ------------------- | ------- |
| 2006 | The Billboard 200   | 10      |
| 2006 | Top Internet Albums | 10      |

### Singles
| Ano  | Single           | Parada                       | Posição |
| ---- | ---------------- | ---------------------------- | ------- |
| 2006 | "Canadian Idiot" | Hot Digital Songs            | 35      |
| 2006 | "Canadian Idiot" | Pop 100                      | 57      |
| 2006 | "Canadian Idiot" | The Billboard Hot 100        | 82      |
| 2006 | "White & Nerdy"  | Hot Canadian Digital Singles | 9       |
| 2006 | "White & Nerdy"  | Hot Digital Songs            | 5       |
| 2006 | "White & Nerdy"  | Pop 100                      | 12      |
| 2006 | "White & Nerdy"  | The Billboard Hot 100        | 9       |

## Prêmios e indicações
- Straight Outta Lynwood foi indicado para dois Prêmios Grammy nas categorias Melhor Álbum de Comédia e Melhor Álbum em Surround.
- "Trapped in the Drive Thru" ficou em 77º lugar na lista das 100 melhores canções de 2006, elaborada pela Rolling Stone'.[9]
- "White & Nerdy" ficou em 76° lugar na mesma lista da revista  on Blender.[10]